# المجلس الوطني الإيراني الأمريكي
المجلس الوطني الإيراني الأمريكي اختصارا "ناياك" (بالإنجليزية: National Iranian American Council اختصارًا NIAC) (بالفارسية: شورای ملی ایرانیان آمریکا) هو جماعة الضغط الإيرانية أو اللوبي الإيراني في الولايات المتحدة الأمريكية ومُدرج كمنظمة غير ربحية من المنظمات غير الحكومية ومقرها في واشنطن، العاصمة وهي منظمة تدور حولها الكثير من الشكوك بشأن طبيعة علاقتها مع النظام الإيراني وخدمتها لمصالحه.
كان تريتا بارسي واحدًا من المؤسسين ورئيس المنظمة سابقا. بينما تولى جمال عبدي، نائب رئيس السياسة والمدير التنفيذي لـها سابقًا، منصب الرئيس في 1 اغسطس 2018.
وبحسب الخبراء في الشأن الإيراني، فقد سعى النظام الإيراني مبكراً لتكوين لوبي إيراني في الداخل الأميركي يحمل على عاتقه مهمة ترويج نظام الثورة الإسلامية والدفاع عن بقائه ومصالحه، وإقامة شبكة علاقات بالمؤسسات المختلفة التجارية والسياسية للتأثير على نوافذ صنع القرار بما يحقق مصالح الدولة ويحافظ عليها.
كان لجماعة الضغط ناياك دور بارز في تمرير اتفاق لوزان النووي وخدمة المصالح الإيرانية ضد الدول العربية خلال فترة الصراع العربي الإيراني عبر الإعلام الأمريكي والضغط في الكونجرس. حيث تجمعهم علاقة بروبرت مالي أحد أبرز موظفي إدارتي أوباما وبايدن على التوالي. وقد أثارت فترة الرئيس دونالد ترامب المزيد من التساؤل عند المحللين العرب لدراسة اللوبي الإيراني وبالتحديد مبادرة خبراء إيران التي يعتقد أنها بذرة نجاح تلك الجماعات.

## خلفية
تأسست الجماعة في عام 2002 من قبل تريتا بارسي، باباك طالبى، وفارين إيليتش لتعزيز المشاركة المدنية الإيرانية الأمريكية. تقف جماعة ناياك ضد أي عملية عسكرية أمريكية ضد إيران وتدافع عن الصفقة النووية الإيرانية. استشهد منشور الكونغرس، ذا هيل ، تعمل لدعم الاتفاق النووي الإيراني باعتباره أحد «انتصارات الضغط الكبرى لعام 2015».

### عقوبات
خلص تقريرها إلى أن العقوبات الأمريكية على إيران كلفت الاقتصاد الأمريكي ما بين 135 مليار دولار و 175 مليار دولار من عائدات التصدير المفقودة بين عامي 1995 و 2012. بعد تنفيذ الاتفاق النووي الإيراني وتخفيف العقوبات الأمريكية الثانوية على إيران، شككت المنظمة في جدوى الحظر الاقتصادي الواسع الذي تفرضه الولايات المتحدة على التجارة مع إيران.

### كسب التأييد للطلاب الإيرانيين في الولايات المتحدة
عملت نيابة عن الطلاب الإيرانيين في الولايات المتحدة بقيادة المجلس الوطني الإيراني الأمريكي الحملة لتغيير سياسة الولايات المتحدة تأشيرة دخول واحد تجاه الطلاب الإيرانيين، من خلال السماح للطلاب الإيرانيين للحصول على تأشيرات دخول متعددة، وهو الإجراء الذي اعتمدته إدارة أوباما في عام 2011.

## العمل في المجلس الوطني الإيراني الأمريكي
تم تشكيل منظمة أخت NIAC 501 (c) 4، العمل في المجلس الوطني الإيراني الأمريكي، في عام 2015 لدعم الصفقة النووية بين الولايات المتحدة وإيران وللدفاع عن الأولويات الأمريكية الإيرانية. في ذلك الوقت، تولى العمل في المجلس الوطني الإيراني الأمريكي المسؤولية عن أعمال الضغط المباشرة والشعبية التي قامت بها المجلس وتوسيعها. تتمثل أهداف الدعوة التي أعربت عنها العمل في المجلس الوطني الإيراني الأمريكي في «تعزيز الدبلوماسية الأمريكية مع إيران لتعزيز السلام وحقوق الإنسان، وتشجيع المزيد من الانفتاح بين الشعبين الأمريكي والإيراني، وحماية الحقوق المدنية والفرص المتاحة للأمريكيين الإيرانيين في الداخل، ودعم المرشحين الذين يمثلون الأميركيين الإيرانيين قيم المجتمع». يشغل جمال عبدي حاليًا منصب المدير التنفيذي للمنظمة.

## مؤتمر السياسة
منذ عام 2011، عقد مؤتمرا قياديا سنويا «يهدف إلى تعريض الحضور لقادة عالميين، وتعليم الأميركيين الإيرانيين كيفية اكتساب القوة السياسية اللازمة لإحداث تغيير حقيقي في القضايا». تضمن المؤتمر في عام 2015 عناوين من السناتور كريس مورفي (D-CT)، وكذلك النواب دونا إدواردز (D-MD) ودان كيلدي (D-MI).

## الضغط على الجدل والدعوى القضائية
في عام 2007، بدأ الصحفي الإيراني - الأمريكي المقيم في أريزونا، حسن ديا إسلام، التأكيد علنًا على أن المجلس الوطني الإيراني الأمريكي كان يمارس ضغوطًا نيابة عن جمهورية إيران الإسلامية. رداً على ذلك، رفع بيرسي دعوى ضده بسبب التشهير. نتيجة للدعوى القضائية، تم إصدار العديد من الوثائق الداخلية، والتي صرح مراسل ليك تايمز السابق إيلي ليك بأنها «تثير أسئلة» حول ما إذا كانت المنظمة قد انتهكت أنظمة الضغط الأمريكية. وردت بأنها في «امتثال كامل لجميع اللوائح والقوانين» ونشرت جميع الإقرارات الضريبية الخاصة بها على الإنترنت لدعم مطالبتها. ورد أندرو سوليفان على القصة في المحيط الأطلسي ، مشيرًا إلى أن الدافع وراء القصة كان «تشويه» سمعة بارسي.
في سبتمبر 2012، قام قاضي محكمة المقاطعة الفيدرالية الأمريكية جون دي بيتس بإلغاء دعوى التشهير ضد ديوليسلام على أساس أن «ناياك وتريتا فارسي لم يبديا دليلاً على وجود خبث فعلي، إما أن دايوسلام تصرف بعلم أن المزاعم التي أدلى بها كانت خاطئة أو بتجاهل متهور حول دقتها». ومع ذلك، أشار القاضي بيتس أيضًا إلى أنه «لا ينبغي تفسير أي شيء في هذا الرأي على أنه اكتشاف أن مقالات [ديا إسلام] صحيحة. [دايوسلام] لم تتحرك للحصول على حكم موجز على هذا الأساس.» في 9 أبريل 2013، أمر القاضي بيتس ناياك بتغطية جزء من النفقات القانونية لـ دايوسلام.
أكد عمود في آذار (مارس) 2015 من إيلي ليك في بلومبرج فيو، أن رسائل البريد الإلكتروني أظهرت تعاونًا بين تريتا فارسي والسفير الإيراني في الأمم المتحدة ووزير الخارجية الحالي محمد جواد ظريف.

## التمويل
لدى المجلس أكثر من 8000 جهة مانحة. يأتي تمويل المنظمة من الأفراد الإيرانيين الأمريكيين والمؤسسات الأمريكية. وفقًا لـه، فهي لا تتلقى تمويلًا من الولايات المتحدة أو الحكومات الإيرانية.

## مظاهرة ضد المجلس
في يوليو 2019، نظم بعض أعضاء الجالية الإيرانية في الولايات المتحدة مظاهرة أمام مكتب المجلس في واشنطن العاصمة. لقد اعتقدوا أن المجلس الوطني الإيراني "ناياك" هو «ممثل نظام الجمهورية الإسلامية الفاسد والوحشي» وليس صوت الإيرانيين الأمريكيين.

## أنظر أيضا
- عقيدة أوباما
- مبادرة خبراء إيران
- الاتفاق النووي الإيراني
- الصراع العربي الإيراني

## روابط خارجية
- الموقع الرسمي
- NIAC Action موقع منظمة الدعوة الشقيقة NIAC ل
- موقع tritaparsi.com Trita Parsi